# هاري هاغتون
هاري هاغتون (بالإنجليزية: Harry Haughton)‏ هو لاعب كرة قدم أسترالية نيوزيلندي، ولد في 2 يناير 1886 في وانجانوي في نيوزيلندا، وتوفي في 19 يناير 1958 في جنوب أستراليا في أستراليا.

## وصلات خارجية
- هاري هاغتون على موقع AustralianFootball.com (الإنجليزية)
- هاري هاغتون على موقع AFLtables.com (الإنجليزية)